# Дубинин, Владимир Никифорович
Воло́дя Дуби́нин (Влади́мир Ники́форович Дуби́нин; 29 августа 1927, Керчь, Крымская АССР, РСФСР, СССР — 4 января 1942, там же) — пионер-герой, участник Великой Отечественной войны, партизан Старо-Карантинских каменоломен. Погиб при разминировании. Стал широко известен после выхода в 1949 году повести Л. Кассиля и М. Поляновского «Улица младшего сына».

## Биография
Учился в школе с 1934 года. Активно занимался авиамоделизмом. За активную общественную работу и хорошую учёбу в 1941 году получил путёвку в «Артек».
Когда грянула Отечественная война, Володе было 13 лет. В первый период обороны каменоломен (6 ноября — 31 декабря 1941 года) был организован 6-й партизанский район Крыма (Керченский полуостров): здесь действовали три отряда под общим командованием И. И. Пахомова, отряд им. В. И. Ленина (командир М. Н. Майоров, комиссар С. И. Черкез) — в Аджимушкайских каменоломнях, отряд имени И. В. Сталина (командир А. Ф. Зябрев, погиб 12 ноября 1941, С. М. Лазарев, комиссар И. З. Котло) — в Старокарантинных каменоломнях, отряд Маяк-Салынского района (командир И. Г. Шульга, комиссар Д. К. Ткаченко). Его участники после первого освобождения Керчи в основном влились в Красную армию. О них написал очерк в марте 1942 года в «Красной звезде» К. М. Симонов.
Отряд имени И. В. Сталина занимал Старо-Карантинские каменоломни. Костяк отряда составило народное ополчение Орджоникидзевского района, численностью 42 человека. При отходе частей РККА к отряду присоединилось 54 человека из гарнизона Керченской крепости с командиром роты А. И. Петропавловским и политруком Г. И. Корниловым. Командир отряда Зябрев Александр Федорович погиб в первой боевой операции в ночь на 12 ноября 1941 года. С 13 ноября 1941 года командиром отряда стал Семён Михайлович Лазарев, бывший начальник штаба, комиссаром отряда был Иван Захарович Котло. Отряд имени Сталина действовал в очень тяжёлых условиях, не имея оперативного простора из-за открытой местности над каменоломнями.
Володя был одним из членов партизанского отряда имени И. В. Сталина, воевавшего в каменоломнях посёлка Старый Карантин (Камыш-Бурун) в 6 километрах от центра Керчи (ныне часть города). Настойчивый и отважный мальчик добился того, чтобы его приняли в партизаны. Со своими друзьями, Толей Ковалёвым и Ваней Гриценко, Володя Дубинин многократно ходил в разведку. Юные разведчики доставляли ценные сведения о расположении частей врага, о численности немецких войск и тому подобные. Володя был маленького роста, поэтому мог выбираться по очень узким лазам.
Во время одной из разведок узнал, что немцы собираются затопить каменоломни. Рискуя жизнью, он в дневное время прошёл вражеские посты и предупредил партизан об опасности и тем самым спас жизнь отряду. Были возведены защитные стенки, заделаны отверстия. Партизаны, опираясь на разведданные, планировали свои боевые операции. Разведка помогла в декабре 1941 года отряду дать достойный отпор карателям. В штольнях во время боя мальчик подносил бойцам боеприпасы, а после заменил тяжелораненого бойца.
Уже после освобождения Керчи в результате Керченско-Феодосийской десантной операции (1941—1942) Володя вызвался помогать сапёрам при разминировании подходов к каменоломням. 4 января 1942 года от взрыва мины погибли 4 сапёра и помогавший им Володя Дубинин.
Награждён орденом Красного Знамени посмертно (приказ № 306 от 01.03.1942 ВС Крымского фронта)
Похоронен в братской могиле партизан в центре Камышбурунского парка, в двух километрах к югу от каменоломен. Взамен первоначального памятника установлен новый. Автор — керченский скульптор Р. В. Сердюк; ныне объект культурного наследия России. Памятник партизану-пионеру Володе Дубинину (скульптор Л. С. Смерчинский, архитектор А. Н. Морозов, выполнен Н. Кагановым) также установлен в центре Керчи, объект культурного наследия России.

## Семья
- Отец — Никифор Семёнович Дубинин, моряк, участник Гражданской и Великой Отечественной войн, погиб на фронте;
- Мать — Евдокия Тимофеевна Дубинина;
- Сестра — Валентина Никифоровна Дубинина (Щербакова), (род. в 1924 году).

## Увековечение памяти
Сразу после освобождения Крыма от немецких войск вышел очерк М. Вайсмана «Пионер-партизан Володя Дубинин» в мягкой обложке. Материалом заинтересовались писатели Л. Кассиль и М. Поляновский, издавшие в 1949 году повесть «Улица младшего сына».
- В 1967 году в Днепропетровске был открыт парк имени Володи Дубинина. В нём был установлен памятник (бюст) пионеру-герою работы скульпторов К. И. Чеканёва и В. И. Щедрова. В декабре 2022 года украинскими властями этот памятник был снесён.
- Улицы Володи Дубинина есть в Подольске, Керчи, Горловке, Краснодаре, Лисичанске, Яренске, Югорске, Сквире, Одессе, Евпатории, Севастополе, Казани, Калининграде, Балтийске, Артёме Приморского края, Рыбном, Йошкар-Оле, Стерлитамаке, Ишимбае, Махачкале, Алапаевске, Петергофе[9][10], Белогорске, Актобе.
- Переулки Володи Дубинина есть в Липецке, Харькове, Батальном, Тирасполе (Приднестровье).
- В Саратовской области — пионерский лагерь имени Володи Дубинина.
- В селе Ягодное близ Тольятти на территории бывшего пионерского лагеря «Алые паруса» установлен памятник.
- В центре Керчи в сквере на улице Володи Дубинина 12 июля 1964 года открыт памятник (скульптор Л. Смерчинский)[11].
- В честь Володи назван город Дубинино.
- В советские годы его именем были названы десятки пионерских отрядов, пионерских лагерей по всей стране.
- В Новосибирске уже более 70-ти лет работает Дом детского и юношеского творчества имени Володи Дубинина.
- В городах Печора и Днепр есть парки имени Володи Дубинина.
- В Курской, Новосибирской, и Нижегородской областях, республиках Мордовия и Марий Эл есть пионерские лагеря имени Володи Дубинина.
- В Североуральске есть детский оздоровительный загородный лагерь имени Володи Дубинина.
- В Нижнем Новгороде пионерская дружина школы № 148 Ленинского района носила имя Володи Дубинина, также в его честь названа детская библиотека в Канавинском районе того же города[12].
- В Самаре пионерская дружина школы № 144 Октябрьского района носила имя Володи Дубинина.
- В Мурманске пионерская дружина школы номер 28 носила имя Володи Дубинина.
- В Советске Кировской области пионерская дружина школы № 1 носила имя Володи Дубинина.
- В Елабуге пионерская дружина средней школы № 2 носила имя Володи Дубинина.
- В Свердловске пионерская дружина средней школы 68 носила имя Володи Дубинина.

- В Симферополе, в числе прочих, установлен памятник Володе Дубинину на аллее героев в Детском парке.
- В Енакиеве находится детский оздоровительный лагерь имени Володи Дубинина.
- В 2015 году барельеф Володи Дубинина установлен на Аллее пионеров-героев (Ульяновск)[13].
- В Правобережном округе города Иркутска располагается СНТ «имени Володи Дубинина».
- В честь пионера-героя назван детский оздоровительно-образовательный лагерь имени Володи Дубинина в Вязовке.
- В Киеве улица имени пионера-героя Володи Дубинина была переименована в честь писателя Рэя Брэдбери.

### Книги о Володе Дубинине
- Вайсман М. Пионер-партизан Володя Дубинин / ред. Р. М. Вуль; худож. обложки М. М. Щеглов. — Симферополь: Красный Крым, 1945.
- «Улица младшего сына» Л. Кассиль, М. Поляновский (1949, Лев Кассиль был удостоен Сталинской премии за эту книгу в 1951 году)[14].
- «Дети-герои» / Составители И. К. Гончаренко, Н. Б. Махлин. — 2-е изд. — Киев: Радяньска школа, 1985. — 608 с., ил.

### Фильмы о Володе Дубинине
- 1962 — Улица младшего сына — режиссёр Лев Голуб
- 1985 — Долгая память — режиссёр Роман Виктюк

### Песня о Володе Дубинине
- Песня о Володе Дубинине, 1975, Музыка: Владимир Шаинский, Слова: Наум Олев[15]

### Диафильм
- http://diafilmy.su/2815-volodya-dubinin-1.html